# Grabanów
Grabanów – wieś w Polsce położona w województwie lubelskim, w powiecie bialskim, w gminie Biała Podlaska. Leży nad rzeką Klukówką, dopływem Krzny.
| SIMC    | Nazwa    | Rodzaj    |
| ------- | -------- | --------- |
| 1019770 | Bagno    | część wsi |
| 1021487 | Zabencze | część wsi |

Wieś magnacka położona była w końcu XVIII wieku w hrabstwie bialskim w powiecie brzeskolitewskim województwa brzeskolitewskiego. W latach 1975–1998 miejscowość administracyjnie należała do województwa bialskopodlaskiego.
Wieś jest sołectwem w gminie Biała Podlaska. Według Narodowego Spisu Powszechnego z roku 2011 wieś liczyła 429 mieszkańców.
W Grabanowie urodził się pilot pułkownik Tadeusz Koc, jeden z ostatnich dowódców Dywizjonu 303.
Wierni Kościoła rzymskokatolickiego należą do parafii Narodzenia Najświętszej Maryi Panny w Białej Podlaskiej.

## Zabytki
Według rejestru zabytków Narodowego Instytutu Dziedzictwa na listę zabytków wpisane są obiekty:
- zespół dworski, XVIII-XIX, nr rej.: A-130 z 31.12.1983

– dwór, stajnie, wozownie, park